# Franz Marschall
Franz Marschall (* 20. März 1916 in Neuenegg; † 13. September 1983 in Lengnau bei Biel) war ein Schweizer Agrarwissenschaftler. Seine Arbeitsschwerpunkte waren die Grünlandsoziologie und das Saatgutwesen. Marschall bestimmte maßgebend die gesetzlichen Grundlagen für die Saatgutprüfung in der Schweiz.

## Leben und Wirken
Franz Marschall, Sohn eines Landwirts, studierte nach einer mehrjährigen landwirtschaftlichen Praxis ab 1936 Landwirtschaft an der ETH Zürich und bestand dort 1940 das Diplomexamen zum Ingenieur-Agronomen. Von 1941 bis 1943 arbeitete er als Assistent von Albert Volkart am Institut für Pflanzenbau der ETH Zürich. An dieser Hochschule promovierte er 1947 mit einer Dissertation über  Goldhaferwiesen in der Schweiz. 
Von 1943 bis 1981 war Marschall in führenden Positionen auf dem Gebiet des Saatgutwesens tätig, zunächst bis 1965 als Leiter der Saatgutanerkennung bei Getreide und Klee an der Eidgenössischen Landwirtschaftlichen Versuchsanstalt Oerlikon, ab 1966 als Leiter der Abteilung Pflanzenbau und Samenkontrolle an der Eidgenössischen Forschungsanstalt für landwirtschaftlichen Pflanzenbau in Zürich-Reckenholz. In diesen Jahrzehnten bestimmte er maßgebend die gesetzlichen Grundlagen für die Saatgutanerkennung und für die Sortenprüfungen in der Schweiz. Er war langjähriges Vorstandsmitglied der International Seed Testing Association (ISTA) und von 1977 bis 1980 deren Sekretär. 
Neben seiner Haupttätigkeit als Saatgutexperte beschäftigte sich Marschall auch weiterhin mit grundlegenden Problemen des Naturfutterbaus in der Schweiz und publizierte darüber mehrere Beiträge. Hervorzuheben von diesen Veröffentlichungen sind seine ökologisch-pflanzensoziologischen Studien über Borstgrasrasen und Kammgrasweiden.

## Wichtigste Publikationen
- Die Goldhaferwiese (Trisetum flavescentis) der Schweiz. Eine soziologisch-ökologische Studie. Diss. ETH Zürich 1947. Verlag Huber & Co., Bern 1947 (Beiträge zur geobotanischen Landeaufnahme der Schweiz. H. 26).
- Die Naturwiesenbestände Nordwestdeutschlands. In: Schweizerische Landwirtschaftliche Monatshefte. Jg. 28, 1950, S. 342–348.
- Pflanzensoziologisch-bodenkundliche Untersuchungen der schweizerischen Naturwiesen I. (gemeinsam mit E. Frei). In: Landwirtschaftliches Jahrbuch der Schweiz. Bd. 67, 1953, S. 659–686.
- Pflanzenkunde. Herausgegeben von Franz Marschall im Auftrag des Schweizerischen Verbandes der Ingenieur-Agronomen, 10. Auflage. Verlag Huber, Frauenfeld 1958; 11. Auflage. Ebd. 1964.
- Die Überwachung des Saatguthandels in der Schweiz. In: Landwirtschaftliche Forschung. Sonderheft 24, 1970, S. 129–134.
- Entwicklungstendenzen in der schweizerischen Saatgutanerkennung. In: Schweizerische Landwirtschaftliche Monatshefte. Jg. 52, 1974, S. 289–297.
- Beiträge zur Kenntnis der Borstgrasrasen der Schweiz (gemeinsam mit W. Dietl). In: Schweizerische Landwirtschaftliche Forschung. Jg. 13, 1974, S. 115–127.
- Beiträge zur Kenntnis der Kammgrasweiden der Schweiz (gemeinsam mit W. Dietl). In: Schweizerische Landwirtschaftliche Forschung. Jg. 15, 1976, S. 287–297.